# Російська Східна Окраїна

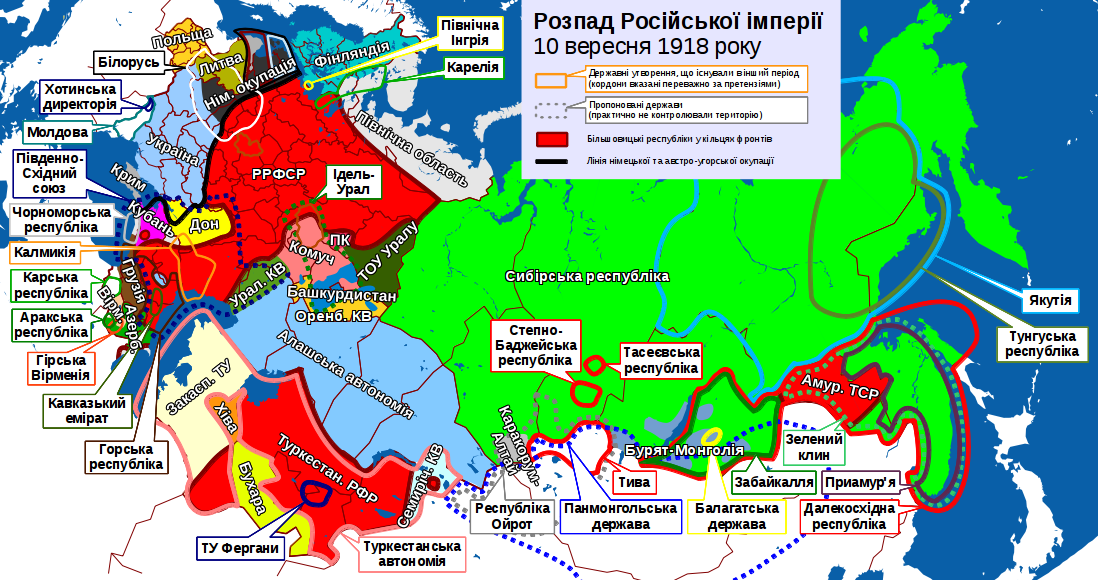
Забайкальська республіка — попередник Російської східної околиці

Російська Східна Окраїна (рос. Российская Восточная Окраина) — державне утворення, що існувало з 16 січня по 28 жовтня 1920 року на території Східного Забайкалля.

## Історія
Указом Верховного правителя О. В. Колчака від 4 січня 1920 року Г. М. Семенову була передана (до отримання вказівок від призначеного Верховним Правителем Росії А. І. Денікіна) «вся повнота військової і цивільної влади на всій території Російської Східної Окраїни, об'єднаної російською верховною владою». На основі цього указу отаман Семенов 16 січня 1920 року оголосив в Читі про створення «Уряду Російської Східної Окраїни» на чолі з кадетом С. А. Таскіним.
На підставі цього наказу, 16 січня 1920 року, Григорій Семенов оголосив у Читі створення уряду Російської Східної Окраїни, на чолі з Сергієм Таскіним. Дії Семенова були підтримані командуванням японських військ в Сибіру. Збройні сили Семенова та рештки Східного фронту Російської держави були об'єднані у Далекосхідну армію.
6 квітня 1920 року спішно були скликані Установчі збори у Верхньоудинську і проголошено створення Далекосхідної республіки. 14 травня японці оголосили про згоду вести переговори з ДСР, і 24 травня на станції Гонгота почалися офіційні переговори ДСР і представників японського командування. Делегація ДСР вимагала, щоб японці відмовилися від підтримки Семенова, але японська сторона наполягала на визнанні його рівноправною стороною при переговорах про об'єднання далекосхідної обласної влади. Делегація ДСР відмовилася визнати уряд Російської Східної Окраїни рівноправним партнером, і переговори були перервані.
3 липня Японія видала прокламацію про евакуацію японських військ з Сибіру. Семенов розуміючи, що не має військ чинити оборону без японської підтримки, попросив японський уряд затримати евакуацію військ на чотири місяці, і спробував вести перемовини з Земським урядом Приморського краю про об'єднання, але безуспішно.
17 липня 1920 року японське військове командування в Сибіру уклало з представниками ДСР Гонготську угоду про створення нейтральної зони, і 25 липня почалася евакуація японських військ із Забайкалля, що закінчилася 15 жовтня. Білі розуміючі, що невзмозі зупинити наступ червоних, почали відступати на південний схід, евакуюючись на територію Китаю. Тільки невеликі військові сили лишилися боронити Читу, блокуючи Транссибірську магістраль.
2 вересня в Читі відновили роботу Крайові народні збори. 8 вересня Г. М. Семенов видав указ про їх розпуск, одночасно скликались Тимчасові Східно-Забайкальскі збори, яким передавалася вся повнота цивільної влади, його головою був обраний народний соціаліст К. С. Шрейбер.
На початку жовтня під виглядом партизанських загонів частини НРА ДСР стали займати найближчі підступи до Чити. Коли 15 жовтня завершилася евакуація японських військ з Чити, Військова рада Амурського фронту зажадала капітуляції Читинського гарнізону. Після відмови білих здатися в ніч на 19 жовтня почався наступ червоних на Читу. Вранці 22 жовтня частини НРА вступили в місто, причому ряд пунктів уже був зайнятий бойовими дружинами більшовицького підпілля. 25 жовтня в Читу переїхав уряд ДСР.
26-28 жовтня відбулися спільні засідання Тимчасових Східно-Забайкальських зборів і Нерчинського ревкому, а 3 листопада збори саморозпустилася. На конференції 28 жовтня — 11 листопада 1920 року представники трьох обласних урядів законодавчо оформили об'єднання в Далекосхідну Республіку.